# Louis Noguéra
Louis Noguéra est un artiste lyrique (baryton-basse) français né le 12 décembre 1910 à Alger (Algérie française) et mort le 8 mars 1984 dans le 17e arrondissement de Paris. Sa longue carrière s'est déroulée principalement à l'Opéra de Paris et à l'Opéra-Comique.

## Biographie
De son vrai nom Louis Claver, il commence sa carrière de chanteur d'opéra en 1935 dans le rôle d'un des chevaliers de Parsifal.
Au cours de sa carrière au palais Garnier, Noguéra chante des rôles tels que Valentin et Wagner dans Faust, le Pilote dans Tristan und Isolde, le Veilleur de nuit et Beckmesser dans Die Meistersinger von Nuremberg, Apollon dans Alceste, Torello dans Monna Vanna, plusieurs parties dans Mârouf, Phorbas dans Œdipe, Alberich dans Das Rheingold, le Grand Prêtre de Moloch dans Salammbô, le rôle-titre de Rigoletto, Faninal dans Der Rosenkavalier, Masetto et Leporello dans Don Giovanni, Papageno dans La Flûte enchantée, Iago dans Othello et Ali dans Les Indes galantes.
Ses débuts à l'Opéra-Comique attendent 1945, avec Escamillo dans Carmen. Il participe à la création du Carrosse du Saint-Sacrement de Büsser et poursuit sa carrière à la salle Favart pendant plus de vingt ans, avec d'autres rôles, notamment Guglielmo dans Così fan tutte, Lescaut dans Manon, Ourrias dans Mireille et le rôle-titre dans Les Noces de Figaro.
En 1949, il apparaît dans le rôle de Shylock dans une reprise du Marchand de Venise de Reynaldo Hahn, aux côtés de Denise Duval, Jean Giraudeau, Louis Froumenty et Huc-Santana, sous la direction d'Inghelbrecht. Dans La Basoche à Monte-Carlo en 1954, il chante avec Denise Duval, Nadine Renaux et Pierre Mollet, dirigé par Albert Wolff En décembre 1965, il produit la création de La Princesse de Clèves de Jean Françaix, au théâtre des Arts de Rouen (livret du compositeur et de Marc Lanjean) ; Geneviève Marcaux et Marcel Huylbrock jouent les amoureux, avec Jacques Jansen dans le rôle du discret mari, sous la direction de Pierre-Michel Le Conte.
En dehors de la France, il chante au Covent Garden de Londres en 1937, puis en Belgique et en Italie.
Louis Noguéra est professeur de chant au Conservatoire de Paris de 1955 à 1979.

## Discographie partielle
- Marc-Antoine Charpentier :
  - De profundis H189 (+ Nicolas Bernier, Confitebor Tibi Domine, avec Martha Angelici, Jean Archimbaud (dessus), Jeanine Collard, Yvonne Melchior (altos), Jean Giraudeau, Pierre Giannotti (ténors), Louis Noguéra (basse), Henriette Puig-Roget (orgue), chorale et orchestre des Jeunesses musicales de France, Louis Martini (dir.) - LP Pathé DTX 158, 1955 (OCLC 23446379)
  - Missa assumpta est Maria H11, Élèvation H51 (+ Charles-Hubert Gervais, Exaudiat te), avec Martha Angelici, Jean Archimbaud (dessus), Solange Michel, Jeanine Collard (altos),  Jean Giraudeau (ténor), Louis Noguéra (basse), Henriette Puig-Roget (orgue), chorale et orchestre des Jeunesses musicales de France, Louis Martini (dir.) - LP Pathé, 1954 (OCLC 4927594)
  - Miserere des Jésuites H193, avec Martha Angelici, Andrée Esposito (dessus), Jeanine Collard, Solange Michel, (altos), Jean Giraudeau (ténor), Louis Noguéra (basse), Henriette Puig-Roget (orgue), chorale des Jeunesses musicales de France, orchestre des concerts Pasdeloup, Louis Martini (dir.) - LP Pathé DTX 20012, 1956 (OCLC 61149534) ; rééd. EMI
  - Te Deum H 146 + Oculi omnium, avec Claudine Collart, Jean Archimbaud (dessus), Yvonne Melchior (alto), Pierre Giannotti (ténor), Louis Noguéra (basse), Clarence Barbier, Marie-Louise Girod (orgue), chorale des Jeunesses musicales de France, orchestre des concerts Pasdeloup, Louis Martini (dir.) -
- Michel-Richard de Lalande : De profundis, avec Martha Angelici (soprano), Yvonne Corse (mezzo-soprano), Éliette Schenneberg (contralto), Jea Planelle (ténor),  Louis Noguéra (basse), chorale des Jeunesses musicales de France, orchestre des concerts Pasdeloup, Louis Martini (dir.) - Erato, 1953

Noguéra participe à d'autres enregistrements baroques parmi lesquels les Motets de Nicolas Bernier. Il chante Nourabad pour l'enregistrement de studio en 1954 des Pêcheurs de Perles de Bizet avec les forces de l'Opéra-Comique sous la baguette d'André Cluytens et Yorloff dans des extraits d’Ivan IV du même compositeur, en 1957 dirigé par Georges Tzipine. Sous la direction de Cluytens, il prend également part à l'enregistrement intégrale de L'Enfance du Christ en 1950 pour Pathé et du Requiem de Fauré, en 1950 pour Columbia. 
Dans un enregistrement de La Périchole sous la direction d'Igor Markevitch en 1958, il chante le Vice-roi Don Andrès.